# Бьевр (Эна)
Бьевр (фр. Bièvres) — коммуна во Франции, находится в регионе Пикардия. Департамент коммуны — Эна. Входит в состав кантона Лан-2. Округ коммуны — Лан.
Код INSEE коммуны — 02088.

## Население
Население коммуны на 2010 год составляло 73 человека.
| 1962 | 1968 | 1975 | 1982 | 1990 | 1999 | 2010 |
| ---- | ---- | ---- | ---- | ---- | ---- | ---- |
| 91   | 61   | 64   | 65   | 84   | 76   | 73   |

## Экономика
В 2010 году среди 50 человек трудоспособного возраста (15—64 лет) 34 были экономически активными, 16 — неактивными (показатель активности — 68,0 %, в 1999 году было 75,0 %). Из 34 активных жителей работали 33 человека (19 мужчин и 14 женщин), безработным был 1 мужчина. Среди 16 неактивных 3 человека были учениками или студентами, 9 — пенсионерами, 4 были неактивными по другим причинам.